# Roisel
Roisel település Franciaországban, Somme megyében. Lakosainak száma 1609 fő (2022. január 1.). Roisel Bernes, Hancourt, Hervilly, Hesbécourt, Marquaix, Templeux-le-Guérard, Tincourt-Boucly és Villers-Faucon községekkel határos.

## Népesség
A település népessége az elmúlt években az alábbi módon változott:
| Lakosok száma | 1700 | 1715 | 1613 | 1604 | 1593 | 1575 | 1592 | 1609 |
|               | 2015 | 2016 | 2017 | 2018 | 2019 | 2020 | 2021 | 2022 |